# 20 Years of Dischord
20 Years of Dischord è un cofanetto contenente tre cd con 73 canzoni e 6 videoclip con all'interno un libretto con 134 pagine. Il box è una raccolta di varie canzoni hardcore punk di vari artisti.

## Tracce

### Disco uno
1. The Teen Idles - Get Up and Go
2. The Untouchables - Nic Fit
3. State of Alert - Public Defender
4. Minor Threat - Screaming at a Wall
5. Void - Dehumanized
6. Youth Brigade - Barbed Wire
7. Government Issue - Rock 'n' Roll Bullshit
8. Scream - Fight/American Justice
9. Iron Cross - Live for Now
10. Red C - Pressure's On
11. Deadline - Stolen Youth
12. Artificial Peace - Suburban Wasteland
13. Faith - Subject to Change
14. Skewbald - Sorry/Change for the Same
15. Marginal Man - Missing Rungs
16. Gray Matter - Oscar's Eye
17. Rites of Spring - Drink Deep
18. Beefeater - Just Things
19. The Snakes - Snake Rap
20. Dag Nasty - Circles
21. Embrace - Money
22. Soulside - Punch the Geek
23. Egg Hunt - We All Fall Down
24. One Last Wish - This Time
25. Fire Party - Cake
26. Ignition - Rebuilding
27. 3 - Domino Days
28. Shudder to Think - Red House
29. Happy Go Licky - Twist and Shout

### Disco due
1. Fugazi - Blueprint
2. Lungfish - Friend to Friend in Endtime
3. Fidelity Jones - Destructor
4. Nation of Ulysses - Spectra Sonic Sound
5. Holy Rollers - Perfect Sleeper
6. Jawbox - Motorist
7. Severin - People are Wrong
8. The High-Back Chairs - Summer
9. Autoclave - I'll Take You Down
10. Circus Lupus - Pop Man
11. Branch Manager - Mr. Weekend
12. Slant 6 - What Kind of Monster Are You?
13. Hoover - Cable
14. Trusty - Goodbye, Dr. Fate
15. Smart Went Crazy - A Good Day
16. The Crownhate Ruin - Piss Alley
17. The Warmers - Poked it With a Stick
18. The Make-Up - They Live By Night
19. Bluetip - Castanet
20. Faraquet - Cut Self Not
21. Q and Not U - Hooray for Humans

### Disco tre
1. The Teen Idles - Get Up and Go
2. The Teen Idles - Deadhead
3. The Untouchables- Stepping Stone
4. State of Alert - Draw Blank
5. Minor Threat - Straight Edge (live)
6. Minor Threat - Understand
7. Government Issue - Snubbing
8. Government Issue - Asshole (with Ian)
9. Minor Threat - Asshole Dub
10. Youth Brigade - I Object
11. Rozzlyn Rangers - Rozzlyn Rangers
12. Void - Black, Jewish and Poor
13. Void - Authority (take 1 and 2)
14. Scream - Search for Employment
15. Deadline - No Revolution
16. Faith - No Choice
17. Marginal Man - Manipulator
18. Dag Nasty - All Ages Show
19. Fugazi - The Word
20. Fugazi - Burning (live)
21. Shudder to Think - Drop Dead Don't Blink
22. Circus Lupus - We Are The One (Rare)
23. Slant 6 - Are You Human?
24. Interview

Più 6 videoclips (Teen Idles, The Untouchables, State of Alert, Faith, Void e Deadline)